# داجور سيجوردسون
داجور سيجوردسون مواليد 3 أبريل 1973 في ريكيافيك، هو مدرب ولاعب كرة يد أيسلندي معتزل. يدرب حاليا مع منتخب ألمانيا لكرة اليد. مثل منتخب آيسلندا لكرة اليد. شارك في دورة الألعاب الأولمبية الصيفية سنة 2004.

## سجل المنافسة
شارك في البطولات التالية:
- بطولة العالم لكرة اليد للرجال 2015
- بطولة أوروبا لكرة اليد للرجال 2016
- الألعاب الأولمبية الصيفية 2016

## روابط خارجية
- داجور سيجوردسون على موقع الاتحاد الأوروبي لكرة اليد (الإنجليزية)
- داجور سيجوردسون على موقع اللجنة الأولمبية الدولية (الإنجليزية)
- داجور سيجوردسون على موقع أوليمبيديا (الإنجليزية)